# مجلس الذخائر الأيرلندي

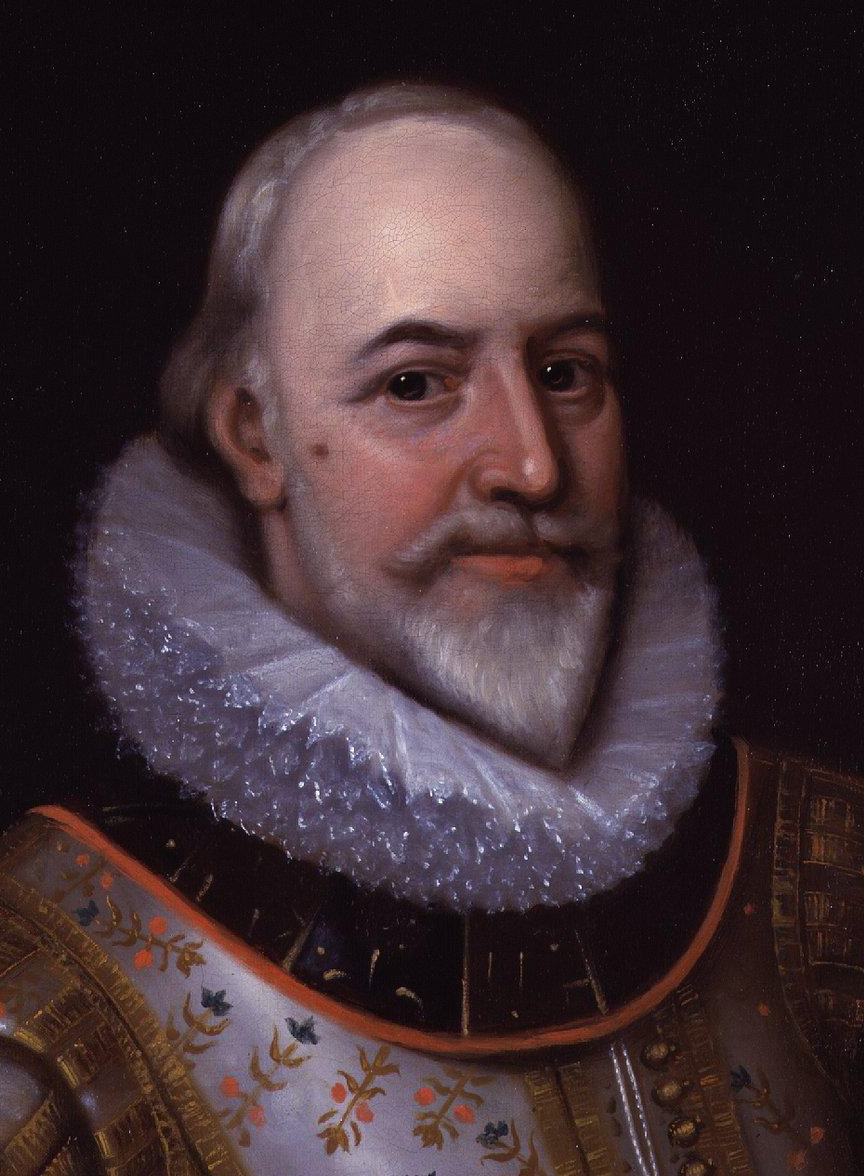
جورج كارو، إيرل توتنيس الأول ، المدير العام الثالث لهيئة الذخائر (1588).

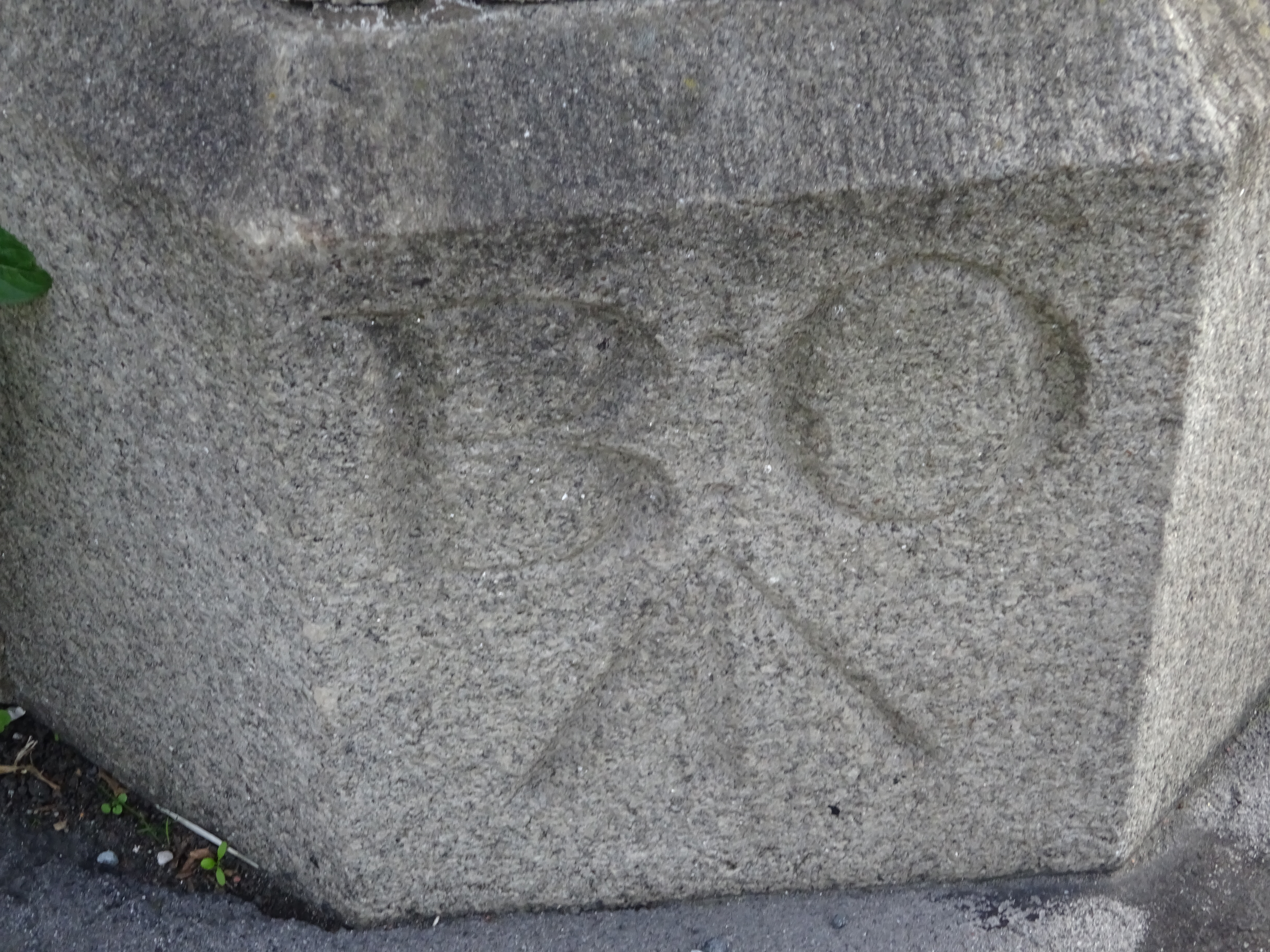
علامة "BO" (لوحة الذخائر) على المبنى

قام مجلس الذخائر مملكة أيرلندا (1542-1800 م ) بواجبات مماثلة لمجلس الذخائر البريطاني: توريد الأسلحة والذخائر، والإشراف على المدفعية الملكية والمهندسين الأيرلنديين، وصيانة التحصينات في الجزيرة.
بعد قوانين الاتحاد لعام 1800 م ، تم إلغاء المجلس وتولى مجلس الذخائر في المملكة المتحدة المهام. وتم تعويض مختلف مسؤولي المجلس بتعويضات تقاعدية عن فقدانهم للرواتب والمنح .

## اللفتنانت جنرال للذخائر
الراتب في عام 1800: 600 جنيه إسترليني 
- 1660: السير ألبرت كونينغهام [2]
- 1687: جون جايلز [3]
- 1689: ويليام مانسيل باركر (يعقوبي) [4]
- 1692: فرانسيس كوفي
- 1695: تشيدلي كوت [5] [6]
- 1698: جيرمين وايتش [7]
- 1702: تشيدلي كوت
- 1706: توماس بيرغ [8]
- 1714: ريتشارد مولسوورث [9]
- قبل 1738: إدوارد هيل [10]
- 1759: برنارد هيل
- 1789: هنري لوز لوتريل، إيرل كارهامبتون الثاني [11]
- 1797: توماس باكينهام
- 1800: ماركوس بيريسفورد [12]